# Satoshi Ishii
Satoshi Ishii 石井 慧 (Ishii Satoshi?) (Ibaraki, 19 dicembre 1986) è un judoka e lottatore di arti marziali miste giapponese
naturalizzato croato vincitore della medaglia d'oro di Judo alle olimpiadi di Pechino 2008 nella categoria oltre i 100 kg.
Attivo nelle MMA dal dicembre 2009 Ishii è stato campione della Inoki Genome Federation tra il 2013 ed il 2014.

## Carriera nel Judo
Ishii vanta una medaglia d'oro ai mondiali junior di Budapest 2004.
Nel 2006 vinse la medaglia d'argento ai giochi asiatici nella categoria sotto i 100 kg, perdendo la finale contro il sudcoreano Jang Sung-Ho.
Nel 2006 e nel 2008 vinse i campionati di Judo All-Japan, e nel 2007 vinse il mondiale a squadre disputato a Pechino.
Raggiunse l'apice della propria carriera con le Olimpiadi di Pechino 2008, dove vinse la medaglia d'oro nella categoria sopra i 100 kg in finale contro Abdullo Tangriev.
Dopo una parentesi di poco più di due anni nelle arti marziali miste Ishii tornò a competere nel judo, prendendo parte al campionato statunitense, dove vinse la medaglia d'oro sconfiggendo tutti gli avversari: nel 2011 infatti fece discutere una sua affermazione riguardante la possibilità che ottenesse la nazionalità statunitense per poter partecipare alle olimpiadi del 2016 con la nazionale nordamericana.

### Palmarès
- Giochi olimpici estivi

2008 - Pechino: oro nella categoria oltre i 100 kg.
- Giochi Asiatici

Doha - 2006: argento nella categoria fino a 100 kg.
- Universiadi

2007 - Bangkok: oro nella categoria Open.

## Carriera nelle arti marziali miste
Dopo la vittoria della medaglia d'oro olimpica nel 2008, Ishii prese la decisione di tentare un'esperienza nelle arti marziali miste firmando un contratto con la promozione Dream.
Al suo esordio il 31 dicembre 2009 Ishii venne sconfitto ai punti da un altro campione olimpico di judo, ovvero il veterano della Pride Hidehiko Yoshida.
Successivamente prese parte ad un incontro in Nuova Zelanda contro il campione nazionale di kickboxing Tafa Misipati, vincendo per sottomissione.
Nel 2010 riprende nella Dream con maggiore esperienza ed un altro spirito, ed inanella una serie di importanti vittorie: sconfigge infatti ai punti il leggendario wrestler e campione del torneo Dream Super Hulk Ikuhisa "Minowaman" Minowa e sottomette Katsuyori Shibata.
Il 31 dicembre 2010 affronta un mostro sacro della kickboxing mondiale quale è Jérôme Le Banner, vincendo ai punti.
Nel 2011 avrebbe dovuto esordire nella promozione statunitense Strikeforce, ma un problema di visto dovuto al recente tsunami di Tōhoku fece saltare il tutto.
Nel settembre 2011 fa il suo debutto nei pesi mediomassimi contro Paulo Filho, ex campione dei pesi medi WEC, in un incontro svoltosi in Brasile per la promozione Amazon Forest Combat: l'incontro terminò in un contestatissimo pareggio, in quanto al pubblico era evidente la vittoria del giapponese in tutti e tre i round.
Il 31 dicembre 2011 affrontò il fuoriclasse Fedor Emelianenko, ampiamente riconosciuto come il lottatore di MMA più forte di sempre: Ishii venne sconfitto per KO nel primo round.
Nel 2012 si assistette alla nascita di rilevanti organizzazioni asiatiche di arti marziali miste quali l'indiana SFL e la singaporiana ONE FC: Ishii stipulò un contratto con la prima, benché poi non lottò in tale promozione per tutto l'anno.
Tornò a combattere il 31 dicembre 2012 in Giappone con l'evento Inoki Bom-Ba-Ye 2012, dove affrontò Tim Sylvia, uno dei pesi massimi più dominanti nella storia dell'UFC: Ishii ottenne la vittoria più altisonante della sua carriera nelle MMA, sconfiggendo lo statunitense ai punti.
Proseguì nel 2013 sempre con la promozione Inoki Genome Federation, sconfiggendo per sottomissione l'ex UFC Sean McCorkle, l'ex partecipante al reality show The Ultimate Fighter Kerry Schall, il tre volte contendente al titolo dei pesi massimi UFC Pedro Rizzo e Clayton Jones.
Lo stesso anno combatte in Russia per l'M-1 Global e sconfigge ai punti l'ex contendente al titolo dei pesi massimi UFC Jeff Monson per decisione unanime.
Nell'evento di capodanno batte il veterano del Pride Kazuyuki Fujita e vince il titolo di campione della Inoki Genome Federation, titolo in precedenza conteso con incontri di pro wrestling.
Nel 2014 sconfigge un altro ex UFC, ovvero Phil De Fries.
Lo stesso anno perde il titolo venendo sconfitto dalla leggenda del Pride Mirko Filipović.
Sempre nel 2014 avrebbe dovuto lottare nel primo evento dell'M-1 Global in Cina contro Sergei Kharitonov, ma Ishii subì un infortunio e diede forfeit.
All'evento della notte di San Silvestro non riesce a riottenere il titolo venendo steso da Mirko "CroCop" Filipović nel rematch tra i due.

## Risultati nelle arti marziali miste
| Risultato | Record | Avversario        | Metodo                    | Evento                                                 | Data              | Round | Tempo | Città                   | Note                          |
| --------- | ------ | ----------------- | ------------------------- | ------------------------------------------------------ | ----------------- | ----- | ----- | ----------------------- | ----------------------------- |
| Sconfitta | 12-4-1 | Mirko Filipović   | KO (calcio alla testa)    | Inoki Bom-Ba-Ye 2014                                   | 31 dicembre 2014  | 2     | 5:00  | Tokyo, Giappone         | Per il titolo IGF             |
| Sconfitta | 12-3-1 | Mirko Filipović   | KO Tecnico (stop medico)  | IGF: Genome Fight 2                                    | 23 agosto 2014    | 2     | 2:37  | Tokyo, Giappone         | Perde il titolo IGF           |
| Vittoria  | 12-2-1 | Phil De Fries     | Decisione (unanime)       | IGF: Genome Fight 1                                    | 5 aprile 2014     | 2     | 5:00  | Tokyo, Giappone         |                               |
| Vittoria  | 11-2-1 | Kazuyuki Fujita   | Decisione (unanime)       | Inoki Bom-Ba-Ye 2013                                   | 31 dicembre 2013  | 3     | 5:00  | Tokyo, Giappone         | Vince il titolo IGF           |
| Vittoria  | 10-2-1 | Jeff Monson       | Decisione (unanime)       | M-1 Challenge 42: Ishii vs. Monson                     | 20 ottobre 2013   | 3     | 5:00  | San Pietroburgo, Russia |                               |
| Vittoria  | 9-2-1  | Clayton Jones     | KO Tecnico (pugni)        | IGF: Genome 27                                         | 20 luglio 2013    | 1     | 0:35  | Osaka, Giappone         |                               |
| Vittoria  | 8-2-1  | Pedro Rizzo       | Decisione (unanime)       | IGF: Genome 26                                         | 26 maggio 2013    | 3     | 5:00  | Tokyo, Giappone         |                               |
| Vittoria  | 7-2-1  | Kerry Schall      | Sottomissione (americana) | IGF: Genome 25                                         | 20 marzo 2013     | 1     | 2:43  | Fukuoka, Giappone       |                               |
| Vittoria  | 6-2-1  | Sean McCorkle     | Sottomissione (kimura)    | IGF: Genome 24                                         | 23 febbraio 2013  | 1     | 2:41  | Tokyo, Giappone         |                               |
| Vittoria  | 5-2-1  | Tim Sylvia        | Decisione (unanime)       | Inoki Bom-Ba-Ye 2012                                   | 31 dicembre 2012  | 3     | 5:00  | Tokyo, Giappone         |                               |
| Sconfitta | 4-2-1  | Fedor Emelianenko | KO (pugno)                | Fight For Japan: Genki Desu Ka Omisoka 2011            | 31 dicembre 2011  | 1     | 2:29  | Saitama, Giappone       |                               |
| Parità    | 4–1-1  | Paulo Filho       | Parità                    | Amazon Forest Combat 1                                 | 14 settembre 2011 | 3     | 5:00  | Manaus, Brasile         | Incontro di Pesi Mediomassimi |
| Vittoria  | 4–1    | Jérôme Le Banner  | Decisione (unanime)       | Dynamite!! 2010                                        | 31 dicembre 2010  | 3     | 5:00  | Saitama, Giappone       |                               |
| Vittoria  | 3–1    | Katsuyori Shibata | Sottomissione (kimura)    | K-1 World MAX 2010 World Championship Tournament Final | 8 novembre 2010   | 1     | 3:30  | Tokyo, Giappone         |                               |
| Vittoria  | 2–1    | Ikuhisa Minowa    | Decisione (unanime)       | Dream 16                                               | 25 settembre 2010 | 2     | 5:00  | Nagoya, Giappone        |                               |
| Vittoria  | 1–1    | Tafa Misipati     | Sottomissione (armbar)    | X-plosion: New Zealand vs. Japan                       | 15 maggio 2010    | 1     | 2:42  | Auckland, Nuova Zelanda |                               |
| Sconfitta | 0–1    | Hidehiko Yoshida  | Decisione (unanime)       | Dynamite!! 2009                                        | 31 dicembre 2009  | 3     | 5:00  | Tokyo, Giappone         |                               |